# Hildprandtové z Ottenhausenu
Hildprandtové z Ottenhausenu (německy Freiherr von und zu Ottenhausen) jsou starý šlechtický rod původem snad z Tyrolska, žijící v Čechách od 17. století.

## Historie
Původ Hildprandtů není přesně doložen, podle většiny zdrojů rod pochází z Horního Rakouska nebo Tyrolska, ale možná z Horního Bavorska.
Roku 1530 jim bylo uděleno právo nosit erb a roku 1579 byli přijati mezi říšskou šlechtu. Za vlády císaře Rudolfa II. přišli Hildprandtové do Čech, kde jim bylo šlechtictví potvrzeno a císař Jana Rainharta jmenoval dozorcem královského Lvího dvora. Císařovna Marie Terezie potom roku 1756 povýšila Hildprandty do stavu svobodných pánů. Roku 1798 koupil Václav Karel svobodný pán Hildprandt panství v jihočeské Blatné. Zámek Blatná se poté stal hlavním rodovým sídlem.
František (1770–1846) byl od roku 1828 dopisujícím členem c. k. vlastenecko-hospodářské společnosti, kam poslal model kombinovaného pluhu a rozmetačky sádry, či jiného hnojiva, jeho vnuk Robert (1824–1889) pak členem řádným a dopisoval tam o výnosech a rentabilitě cukrovky a pšenice.
V září 1939 se čtyři členové rodu (bratři Robert, Karel, Jindřich a Bedřich) připojili k Národnostnímu prohlášení české šlechty. V Blatné Hildprandtové pobývali až do roku 1952, kdy byli zámek nuceni opustit. V rámci restitucí v devadesátých letech 20. století byl zámek navrácen vdově po Bedřichu Hildprandtovi, Kornélii Hildprandtové roz. Veverkové (1916–2014), a jejím dcerám Josefině (1938–2020) a Janě (* 1947). Kornélie „Nella“ Hildprandtová zemřela v roce 2014, Josefina Hildprandtová zemřela v roce 2020. Zámek vede paní Jana Germenis-Hildprandtová a syn její sestry Josefíny provozuje zámecký lihovar.
Motto Hildprandtů zní: Per angusta ad Augusta (Přes překážky k vznešenosti).

## Někteří členové rodu
- Jan Reinhart († po 1629) – dozorce královského lvího dvora císaře Rudolfa II. na Pražském hradě, císařský rada, v roce 1628 získal český inkolát
- Václav Karel (1747–1803) – schopný hospodář, zakoupil zámek Blatná, pozvedl průmyslovou výrobu na Blatensku
- František de Paula (1771–1843, syn Václava * 1747) – vlastenec, mecenáš, založil zámecký park, jako vychovatele svého syna zaměstnával Jana Evangelistu Purkyněho; manželka Anna rozená hraběnka z Klebelsberka
- Karolina, rozená Nosticová (1802–1882) – roku 1867 účastnice české výpravy obrozenců na Všeruskou národopisnou výstavu do Moskvy
- Robert (1824–1889) – velkostatkář a politik, ve 2. polovině 19. století poslanec Říšské rady; manželka Augusta, rozená Haugvicová (1835 – po 1909)[6]
- Ferdinand Karel (1863–1936, syn Roberta * 1824) – dobrý hospodář, oblíbený, zastával funkci starosty, zpřístupnil zámek veřejnosti
- Robert (1893–1973, syn Ferdinanda * 1863) – podepsal prohlášení české a moravské šlechty v roce 1939
- Karel (1894–1975, rovněž syn Ferdinanda * 1863) – malíř krajinář, podepsal prohlášení české a moravské šlechty v roce 1939, zemřel ve Strakonicích
- Jindřich (1895–1968, rovněž syn Ferdinanda * 1863) – sochař, podepsal prohlášení české a moravské šlechty v roce 1939, zemřel v Mnichově
- Bedřich (1902–1981, rovněž syn Ferdinanda * 1863) – podepsal prohlášení české a moravské šlechty v roce 1939, díky známosti jeho tchána Ferdinanda Veverky s etiopským císařem Haile Selassiem bylo jeho rodině umožněno v roce 1959 legální vystěhování do Etiopie. V roce 1975 po pádu císaře přesídlili na Baleáry a později do Gautingu u Mnichova, kde v roce 1981 Bedřich zemřel jako poslední potomek rodu po meči

## Pohřebiště
Jako rodová hrobka slouží hřbitovní kaple poblíž kostela sv. Jana Křtitele v Paštikách.

## Galerie

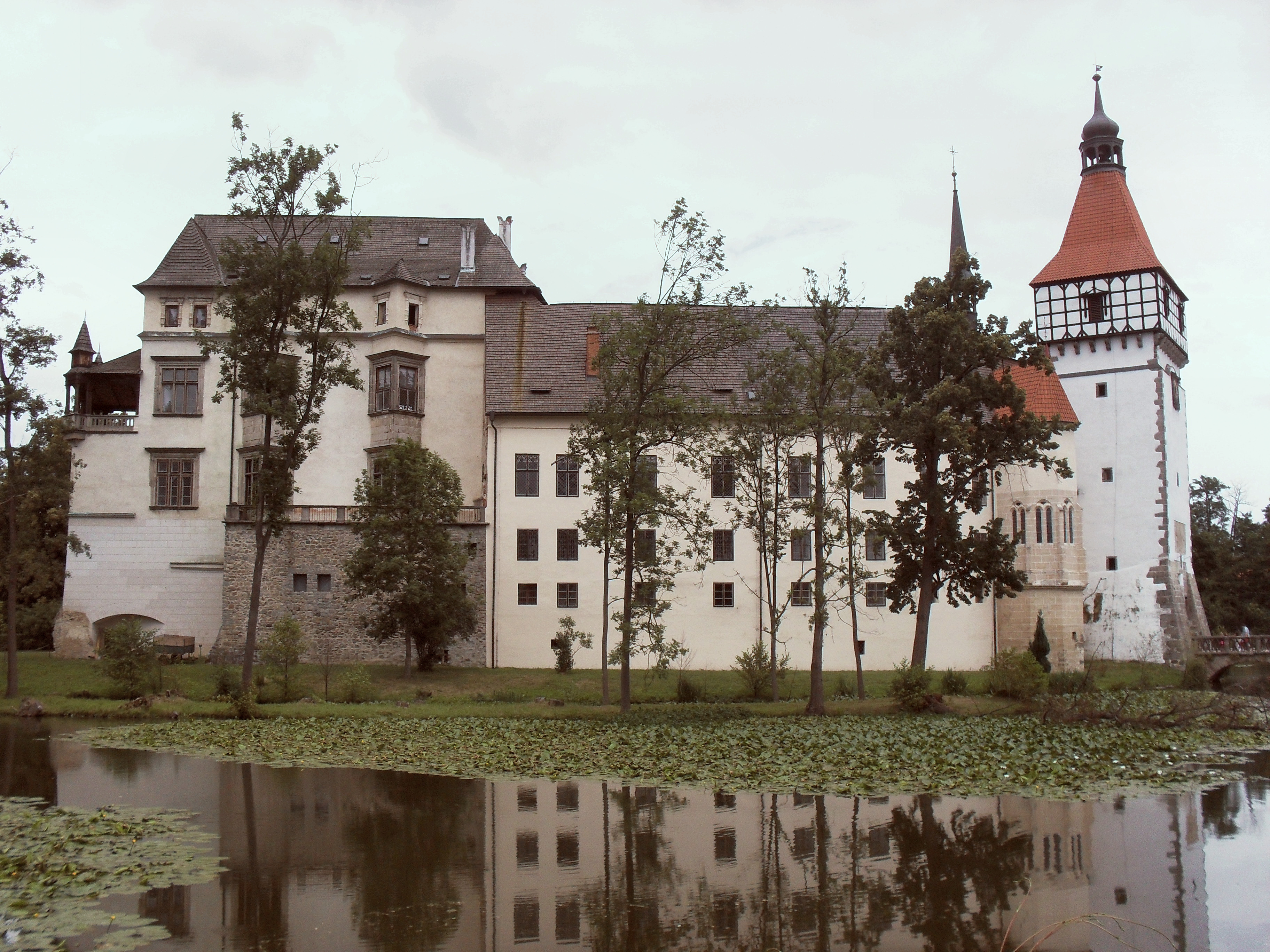
Zámek Blatná – od roku 1798 rodové sídlo Hildprandtů
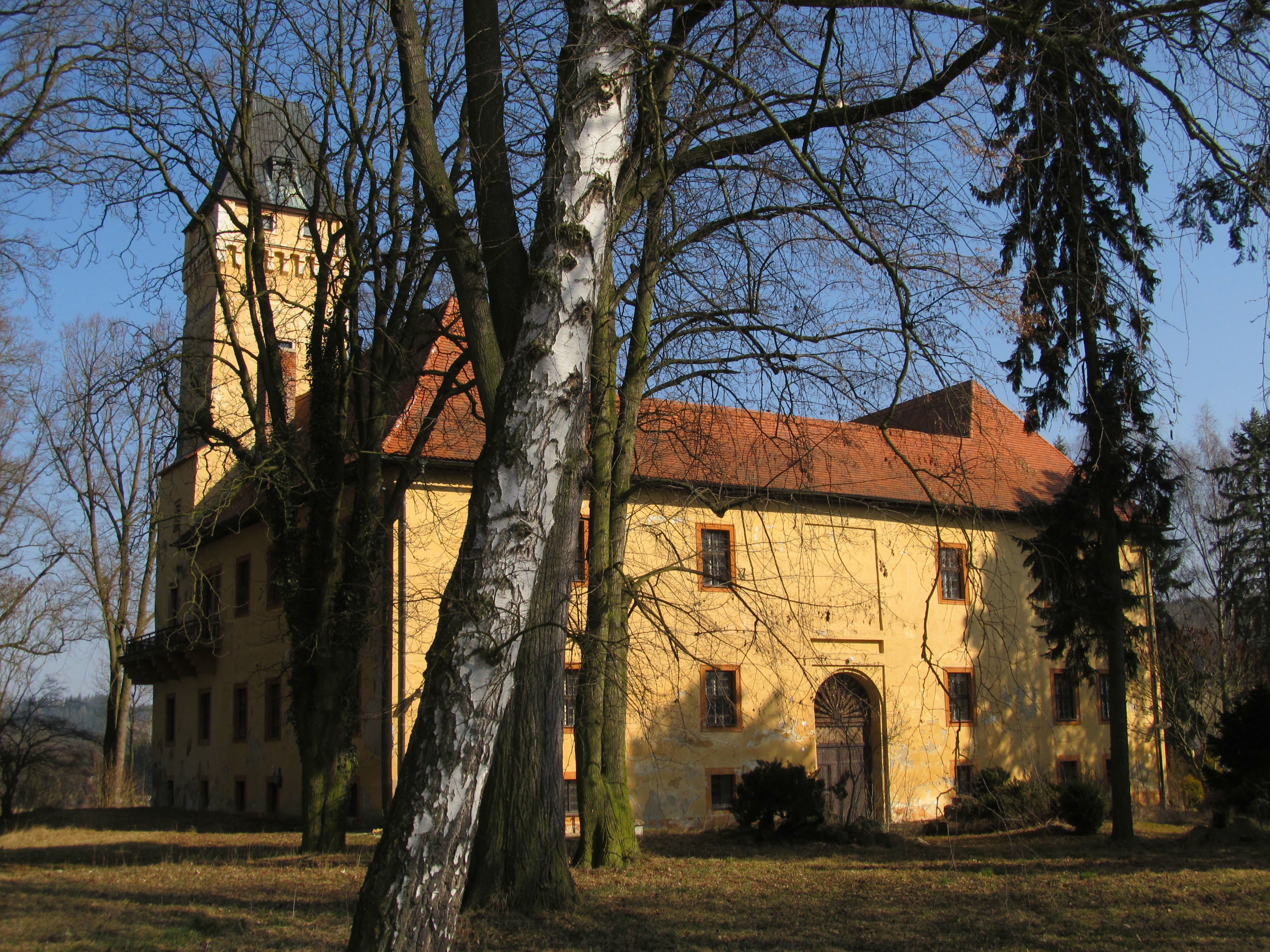
Zámek Škvořetice přestavěný Hildprandty v letech 1921–1922 v neorenesančním slohu
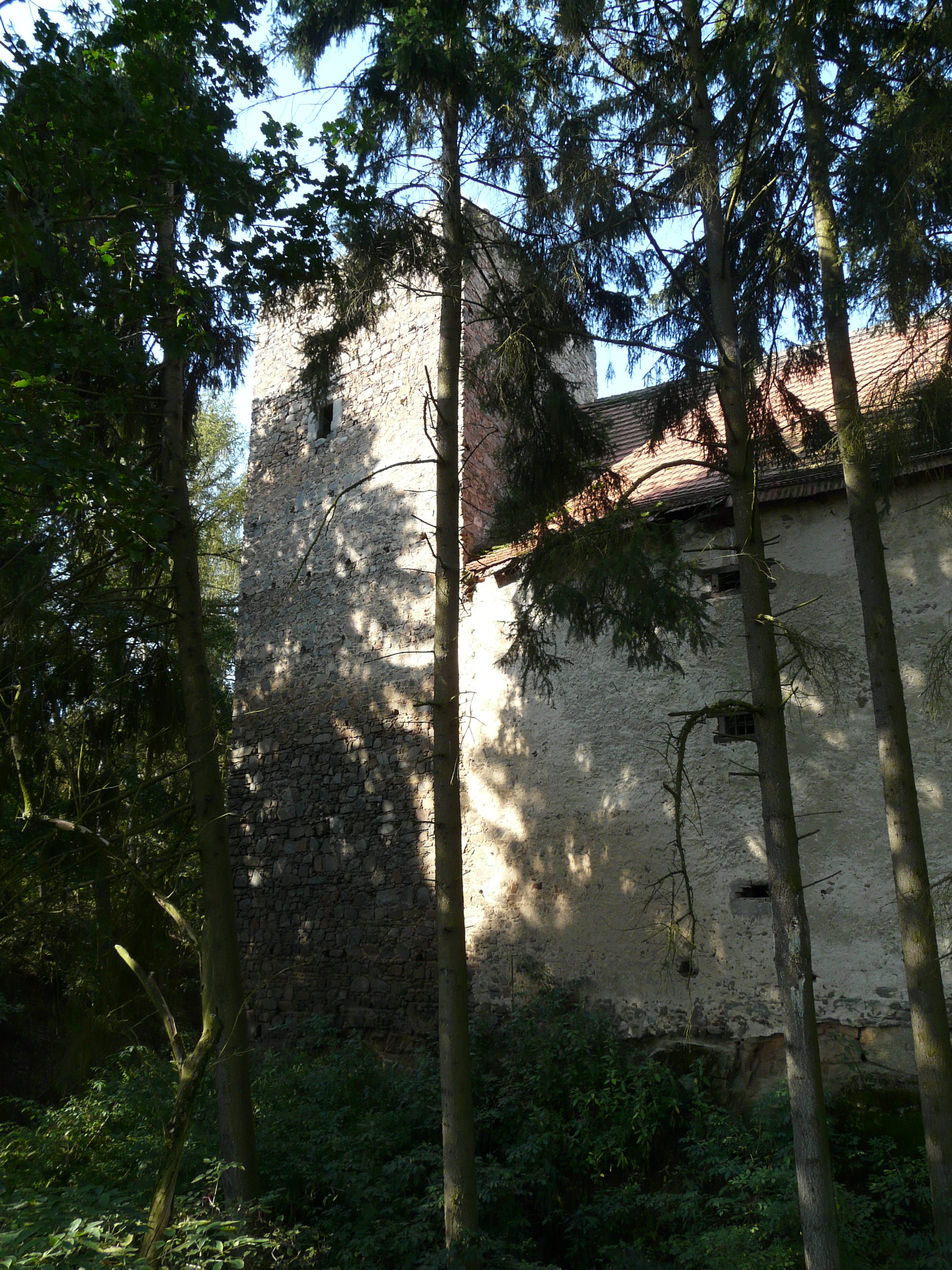
Tvrz Buzice – majetek Hildprandtů
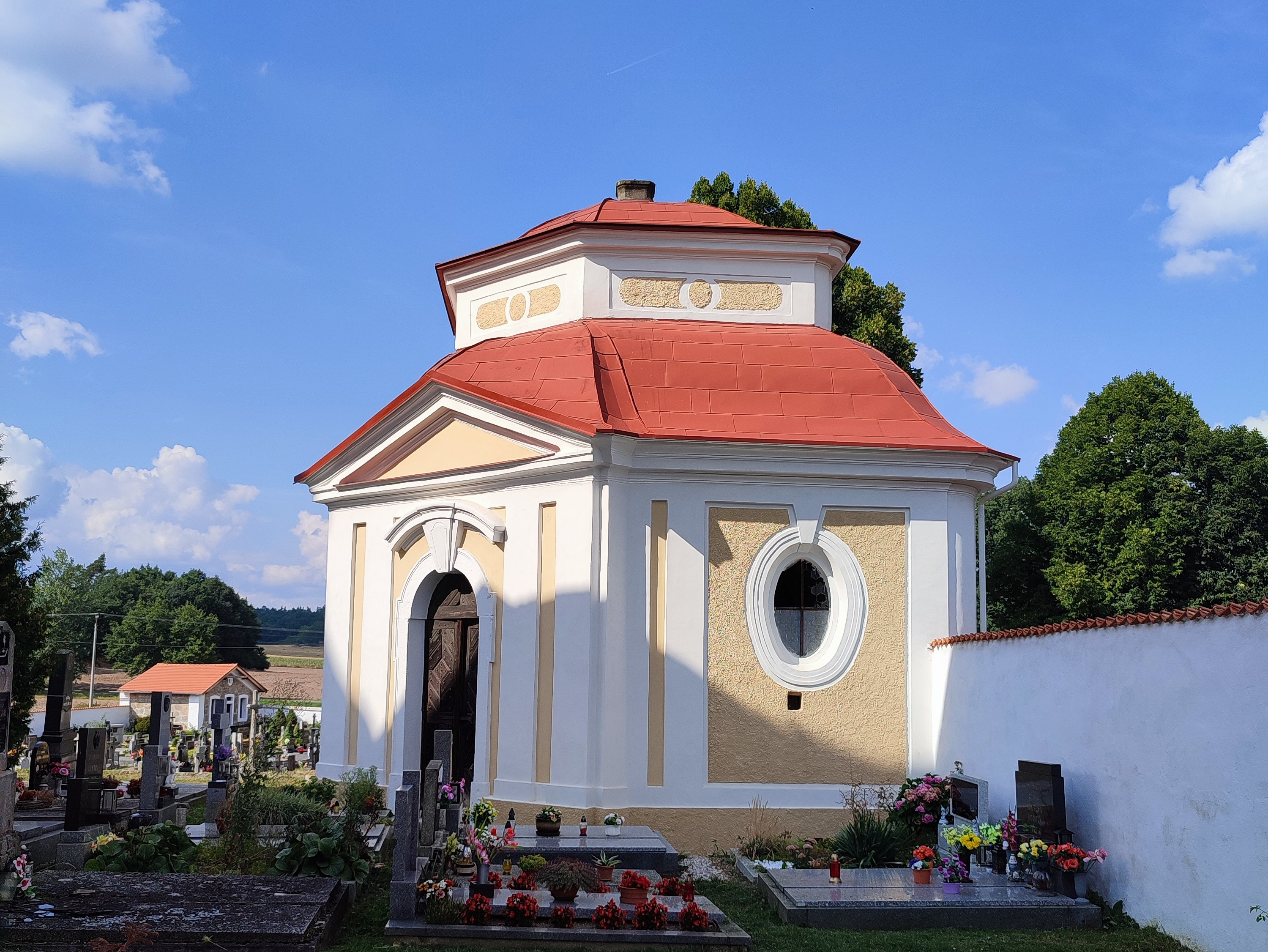
Hrobka v Paštikách